# Donna Reed
Donna Belle Mullenger, conocida artísticamente como Donna Reed (Denison, Iowa; 27 de enero de 1921-Beverly Hills, California; 14 de enero de 1986), fue una actriz y productora de cine y televisión estadounidense. Su carrera abarcó más de 40 años, con actuaciones en más de 40 películas. En 1953, recibió el Premio Óscar como mejor actriz de reparto por su papel en De aquí a la eternidad (1953).
Reed es conocida por su trabajo en la televisión, en particular como Donna Stone, una madre estadounidense de clase media y ama de casa en la comedia The Donna Reed Show (1958-1966), en la que su personaje era más asertivo que la mayoría de las otras madres televisivas de la época. Recibió numerosas nominaciones a los premios Emmy por ese papel y el Globo de Oro a la mejor estrella de televisión en 1963. Más adelante en su carrera, Reed reemplazó a Barbara Bel Geddes como Miss Ellie Ewing Farlow en la temporada 1984-1985 del melodrama televisivo Dallas; demandó a la productora por incumplimiento de contrato cuando fue despedida abruptamente por la decisión de Bel Geddes de regresar al programa.

## Biografía
Reed nació en una granja cerca de Denison, hija de Hazel Jane Shives y William Richard Mullenger, era la mayor de cinco hermanos. En 1936, mientras cursaba el segundo año en la preparatoria Denison, su profesor de química Edward Tompkins le dio el libro Cómo ganar amigos e influir sobre las personas. Se dice que el libro influyó mucho en su vida. Al leerlo, ganó el liderazgo en la obra de la escuela, fue votada como Reina del Campus y estuvo entre las 10 mejores de la clase de graduación de 1938.
Después de graduarse de la preparatoria Denison, Reed planeaba hacerse maestra, pero no pudo pagar la universidad. Decidió mudarse a California para asistir a Los Angeles City College por consejo de su tía. Mientras asistía a la universidad, actuó en varias producciones teatrales, aunque no tenía planes de convertirse en actriz. Después de recibir varias ofertas para realizar pruebas de pantalla en estudios, Reed finalmente firmó con Metro-Goldwyn-Mayer; sin embargo, insistió en terminar primero su educación  Completó su título y luego firmó con un agente.

## Carrera

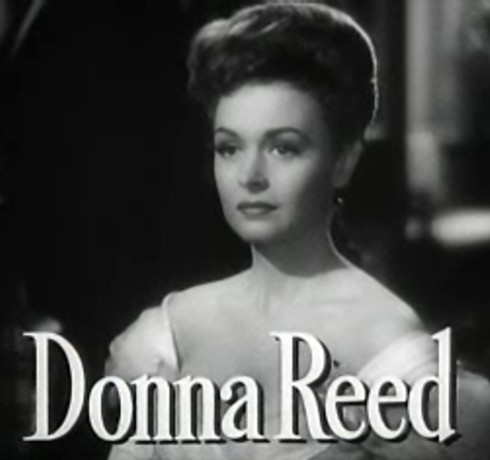
Donna Reed en el tráiler de El retrato de Dorian Gray (1945)

La belleza de la que hacía gala Reed le abrió las puertas al cine con extrema facilidad y fue contratada por la Metro Goldwyn Mayer en 1941. Su primer trabajo en el celuloide fue The Get-Away de Edward Buzzell, un film que pasó desapercibido. A partir de ahí, Reed aparece en pequeños papeles en títulos de primera línea como La sombra de los acusados (1941), última entrega de las adaptaciones del serial de Dashiell Hammett conocido como "El hombre delgado" que protagonizaron William Powell y Myrna Loy desde 1934; Los chicos de Broadway (1941), por detrás de los míticos Judy Garland y Mickey Rooney en su tercer musical juntos; Los romances de Andy Hardy (1942), de nuevo junto a Mickey Rooney en un episodio de la entrañable serie sobre Andy y el juez Hardy; Ojos en la noche (1942), unánimemente reconocida como una de las joyas del melodrama de suspense de los años 40, y donde Reed se codeaba con dos estrellas del momento injustamente olvidadas como Edward Arnold y Ann Harding; La comedia humana (1943), donde ya tenía un papel más largo y realiza una interpretación reseñable y nuevamente al lado de Rooney; o Thousand cheer (1943), musical donde coincide con Judy Garland y algunas promesas del género por aquel entonces. 
Desde 1944, la entidad de los personajes que le ofrecen a la actriz sube de nivel y Reed ya interviene como coprotagonista en varios clásicos de alcance como la comedia de ambiente militar See Here, Private Hargrove (1944) de Tay Garnett, teniendo a Robert Montgomery como compañero de cast; el genial film bélico No eran imprescindibles (1945) de John Ford, junto a Montgomery y John Wayne; y El retrato de Dorian Gray (1945) de Albert Lewin, o la mejor adaptación al cine de la novela de Oscar Wilde, al lado de George Sanders y Angela Lansbury. Pero sin duda, el primer gran papel por la que sería recordada Donna Reed sería el de Mary Bailey del gran clásico de Frank Capra ¡Qué bello es vivir! (1946).
En 1947 obtiene un fracaso comercial con un lujoso melodrama donde compartía protagonismo con Lana Turner y Van Heflin titulado La calle del delfín verde, y dos años más tarde sufre otro revés en taquilla con El misterio de una desconocida (donde interpretaba a la esposa de Alan Ladd), hoy considerado un pequeño clásico del suspense. Esto no significa que disminuya su popularidad, puesto que en los años siguientes rueda varios éxitos del thriller, el western o el cine de aventuras que nos permiten apreciar su buen hacer interpretativo: Trágica información y Los forasteros en 1952, este último junto a Randolph Scott y Lee Marvin; De aquí a la eternidad, El pirata de los siete mares (con John Payne) y Qué par de golfantes (tercera comedia de Dean Martin y Jerry Lewis como pareja) en 1953; Horizontes azules (en compañía de Charlton Heston y Fred MacMurray) y La historia de Benny Goodman en 1955; Más allá de Mombasa y El sexto fugitivo (junto a Richard Widmark) en 1956, etc.
Destacan de esta época, por encima de todo, su papel de prostituta en De aquí a la eternidad (1953) y que le valdría el Óscar a la mejor actriz de reparto; el drama costumbrista Saturday's hero (1951), con John Derek; la fallida pero nada desdeñable adaptación de la novela de Francis Scott Fitzgerald La última vez que vi París (1954), donde Richard Brooks la dirigía en un reparto completado por Elizabeth Taylor, Van Johnson y Walter Pidgeon. Y el inteligente western dramático Tres horas para vivir (1954) de Alfred Werker, donde la actriz acompañaba a Dana Andrews.

## El show de Donna Reed
En 1959, Donna Reed se centró en el mundo de la televisión con su The Donna Reed Show (Pero es Mamá quien manda, 1958-1966), encontrando el medio idóneo de encarnar al ama de casa de la clase media estadounidense que le valdría la nominación al premio Emmy durante 4 años consecutivos.

## Dallas
A partir de ahí, sus apariciones en la televisión fueron cada vez más frecuentes, incluso en sus últimos años sustituyó a Barbara Bel Geddes en el papel de Miss Ellie en la célebre serie Dallas en la temporada de 1984-1985. Esto, unido a otros factores, provocó una bajada de audiencia de la serie y cuando Bel Geddes recuperó la salud, Reed fue despedida pese a no haber completado su contrato. Su airada reacción fue demandar a los productores por abusivos, lo que provocó un sonado escándalo. Reed ganó la demanda.

## Muerte
Reed murió de cáncer de páncreas en Beverly Hills, California, el 14 de enero de 1986. Le habían diagnosticado la enfermedad tres meses antes y le dijeron que estaba en una etapa terminal. Sus restos están enterrados en el cementerio Westwood Village Memorial Park en Los Ángeles.

## Legado
En 1987, Grover Asmus (viudo de Reed), las actrices Shelley Fabares y Norma Connolly y numerosos amigos, asociados y familiares crearon la Fundación Donna Reed para las Artes Escénicas. Con sede en Denison, la ciudad natal de Reed, la organización sin fines de lucro otorga becas para estudiantes de artes escénicas, organiza un festival anual de talleres de artes escénicas y opera el Donna Reed Center for the Performing Arts. [37]
Denison organiza un festival anual de Donna Reed. [38] La casa de la infancia de Reed estaba ubicada en Donna Reed Drive en Denison, pero fue destruida por un incendio en 1983. [39] El Premio de la Academia de Reed está en exhibición en el Museo WA McHenry en Denison. [40]
Reed tiene una estrella en el Paseo de la Fama de Hollywood en 1610 Vine Street .
En mayo de 2010, Turner Classic Movies honró a Reed como su estrella del mes [41], que vio a Mary Owen rendir un homenaje especial a su madre. [42] En un artículo de 2011, la actriz y cantante Shelley Fabares (quien interpretó a Mary Stone en The Donna Reed Show) escribió:
[Donna Reed] definitivamente se convirtió en mi segunda madre. Ella fue un modelo a seguir y lo sigue siendo hasta el día de hoy. Todavía escucho periódicamente su voz en mi cabeza cuando estoy tomando una decisión sobre hacer algo, la escucho instándome a tomar la decisión más fuerte de las dos. Simplemente la adoraba]. [43]
Fabares también describió a Reed como "una verdadera chica de Iowa. Hay una decencia fundamental en las personas del Medio Oeste. Son atentas y están listas para ayudarte si es necesario hacer algo. Nunca perdió a esa chica del Medio Oeste". [43]

## Filmografía básica
- The Get-Away (1941)
- La sombra de los acusados (Shadow of the Thin Man) (1941), de W. S. Van Dyke.
- Chicos de Broadway (Babes on Broadway) (1941), de Busby Berkeley.
- Personalities (1942) (cortometraje)
- The Bugle Sounds (1942)
- The Courtship of Andy Hardy (1942)
- Mokey (1942)
- Calling Dr. Gillespie (1942)
- Apache Trail (1942)
- Eyes in the Night (Ojos en la noche) (1942)
- La comedia humana (The Human Comedy) (1943), de Clarence Brown.
- Dr. Gillespie's Criminal Case (1943)
- The Man from Down Under (1943), de Robert Z. Leonard.
- Thousands Cheer (1943)
- See Here, Private Hargrove (1944)
- Gentle Annie (1944)
- El retrato de Dorian Grey (The Picture of Dorian Grey) (1945), de Albert Lewin.
- No eran imprescindibles (They Were Expendable) (1945), de John Ford y Robert Montgomery
- Faithful in My Fashion (1946)
- ¡Qué bello es vivir! (It's a Wonderful Life) (1946), de Frank Capra.[5]
- La calle del delfín verde (Green Dolphin Street) (1947), de Victor Saville.
- Beyond Glory (1948)
- El misterio de una desconocida (Chicago Deadline) (1949), de Lewis Allen.
- Screen Actors (1950) (cortometraje)
- El ídolo (Saturday's Hero) (1951), de David Miller.
- Trágica información (Scandal Sheet) (1952), de Phil Karlson.
- Los forasteros (Hangman's Knot) (1952), de Roy Huggins.
- Un conflicto en cada esquina (Trouble Along the Way) (1953), de Michael Curtiz.
- USSR Today (1953) (documental)
- El pirata de los siete mares (Raiders of the Seven Seas) (1953), de Sidney Salkow.
- De aquí a la eternidad (From Here to Eternity) (1953), de Fred Zinnemann.[6]
- ¡Qué par de golfantes! (The Caddy) (1953), de Norman Taurog.
- Screen Snapshots: Hollywood Laugh Parade (1953) (cortometraje).
- Fiebre de venganza (Gun Fury) (1953), de Raoul Walsh.
- Rumbo al oeste (They Rode West) (1954), de Phil Karlson.
- Tres horas para vivir (Three Hours to Kill) (1954), de Alfred L. Werker.
- La última vez que vi París (The Last Time I Saw Paris) (1954), de Richard Brooks.
- Horizontes azules (The Far Horizons) (1955), de Rudolph Maté.
- La historia de Benny Goodman (The Benny Goodman Story) (1955), de Valentine Davies.
- Rapto (Ransom!) (1956), de Alex Segal.
- El sexto fugitivo (Backlash) (1956), de John Sturges.
- Más allá de Mombasa (Beyond Mombasa) (1956), de George Marshall.
- The Whole Truth (The Whole Truth) (1958), de John Guillermin y Dan Cohen.
- Pepe (Pepe) (1960) (Cameo), de George Sidney.
- Yellow-Headed Summer (1974)

## Premios y distinciones
Premios Óscar
| Año  | Categoría                          | Película               | Resultado |
| ---- | ---------------------------------- | ---------------------- | --------- |
| 1954 | Óscar a la mejor actriz de reparto | De aquí a la eternidad | Ganadora  |

Premios Emmy
| Año  | Categoría                               | Serie                 | Resultado |
| ---- | --------------------------------------- | --------------------- | --------- |
| 1959 | Emmy al mejor actriz principal de drama | "The Donna Reed Show" | Nominada  |
| 1960 | Emmy al mejor actriz principal de drama | "The Donna Reed Show" | Nominada  |
| 1961 | Emmy al mejor actriz principal de drama | "The Donna Reed Show" | Nominada  |
| 1962 | Emmy al mejor actriz principal de drama | "The Donna Reed Show" | Nominada  |

Premios Globo de Oro
| Año  | Categoría               | Serie                 | Resultado |
| ---- | ----------------------- | --------------------- | --------- |
| 1963 | Mejor estrella femenina | "The Donna Reed Show" | Ganadora  |